# Hippolyte Baraduc
Hippolyte Ferdinand Baraduc (Hyères, Var, França, 15 de novembro de 1850 - Paris, França, 1 de maio de 1909) foi um médico e magnetista parapsicólogo francês, e altamente reconhecido por ter fotografado o pensamento e os sentimentos com as iconografias.

## Biografia
Em seguida, iniciou a fazer experiências com iconografia, as "fotografias de pensamento." Em 1895, apresenta os resultados de sua pesquisa para a Academia Francesa de Medicina.

Baraduc inventa o biômetro, um dispositivo que mede a força da vida invisível fora do corpo humano.

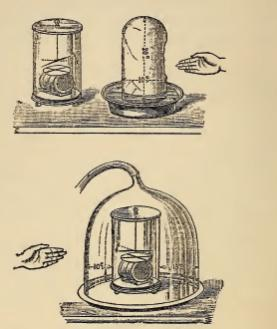
Biômetro de Baraduc

A 20 de junho de 1903 edição da revista l'nouvelle ère, anuncia que Baraduc é capaz de fotografar as emoções:
| “ | Obtive fotografias de amor, ódio, alegria, tristeza, medo, compaixão, piedade, e etc. [...] No novo produto químico é necessário obter Estes resultados. Qualquer quarto ordinário irá fazê-lo. Tudo o que eu tenho feito é aplicar uma antiga invenção a um novo uso. | ” |

Em 1907, ele se aproximou do caixão de seu filho André e neste momento sente uma  descarga forte e, simultaneamente, observa-se uma estranha névoa que o rodeia, o que ele fotografou.
Posteriormente, 15 de outubro de 1907, Baraduc estava aguardando os resultados quando morreu sua esposa Nadine em cujo cadáver tirou uma série de fotos a cada 5 minutos. Especialmente aqueles tomados em 15, 20 e 60 minutos, em que o corpo de sua esposa, você vê algumas luzes que desaparecem com o tempo.
Dr. Baraduc efetuou, no espaço de dez anos, mais de duas mil experiências que lhe permitiram estabelecer, com a mais rigorosa exatidão, a existência dessa força e a intensidade de sua emissão ou o grau de atração sobre ela exercida, segundo o vigor ou a debilidade de nossa natureza.
A técnica utilizada por Baraduc para tomar as suas fotografias é a ativação de um campo eléctrico com uma bobina de Ruhmkorff.
Trabalhos publicados

## Sobre o Mesmerismo
Em suas pesquisas, Hippolyte Baraduc acaba entrando em temas sobre o magnetismo animal seguindo os estudos de Hans Reichenbach, relata em seu tratado de 1895 a diferença entre os fluidos: Cósmico Universal, vital e o fluido magnético, tudo catalogado e experimentado em suas obras.

## Trabalhos publicados

### Sobre o Sistema Nervoso
- Essai sur le traitement de l'attaque d" hémorragie cérébrale (1876).
- Traitemente des maladies de la moelle par les ventouses vésicante(d'aprés le Dº Baraduc père), lu au Congrès international de Copenhague (1886).
- Traitemente de l"hystérie majeure par la disparition progressive des zones hystérogènes (editado em épocas diversas).
- Ainmantation dans L'émichorée, armature cranienne (editado em épocas diversas).
- Dynamisme électrique et dosimetrique accumulés (editado em épocas diversas).
- Douche cérébro-statique dans les céphalopathies (editado em épocas diversas).

### Sobre o Estomago
- Lavage életrique dans la dilatation stomacale (1889).
- Faradisation sèche intra-stomacale (editado em épocas diversas).
- Galvanisation stomacale dans les dyspepsies anachlolydriques (editado em épocas diversas).
- Douche chaude atatique stomacale dans l'atonie gastrique et neurasthénie (editado em épocas diversas).

### Sobre a Ginecologia Geral
- Double prolapsus ovarien, compression ovarienne intra-vaginale, phénomènes d'ovulation tangible (1882).
- Traitemente de la métrite interne par la galvano-caustique-interautérine(1882).
- Traitemente électrique des tumeurs fibreuses interstitielles par le drainage lympho-galvanique(1889).
- Traitemente de l'epanchement du synovie chronique par la galvano pucture du genou(1889).
- Précis des méthodes élecdtrotherápiques spéciales aux affection du système nerveux de la matrice et de l'estomac (1889).

### Sobre a Vitalidade
- La force courbe (exposto ao Instituto).
- La force vitale, notre corps fluidique, sa formule biométrique.
- La Biométrie appliquée à l'Electrothérapie(1889).
- Différence grafique des fluides électrique, vital, psychique(1895)
- L'Icdonographie de la force vitale en anses et en tourbillons.
- L'Ame humane, ses mouvements,ses lumières et l"iconographie de l'invisible fluidique (1896).
- L'atmosphère fluidique de l'homme.
- Dèmostration photographique des tourbillons et anses ellopsoïdales de la force vitale cosmique du zoéter (Comunicado ao Congresso em 1896)
- Les vibrations de la vitalitè Humaine (1904).
- La ama de l'homme (1913).